# إسلام ماخاشيف
إسلام رمضانوفيتش ماخاشيف (بالروسية: Ислам Рамазанович Махачев؛ مواليد 27 سبتمبر 1991) هو مقاتل فنون قتالية مختلطة روسي ومنافس سابق في السامبو. يُنافس حاليًا في فئة الوزن الخفيف في يو إف سي، حيث كان بطل يو إف سي للوزن الخفيف. محترف منذ عام 2010، إلى جانب حصوله على لقب بطل العالم في السامبو القتالي في عام 2016 وبطل روسيا مرتين بوزن 74 كجم (2014، 2016). اعتبارًا من 1 يوليو 2025، يحتل المرتبة الأولى في تصنيفات يو إف سي للوزن الخفيف والمرتبة الثانية في تصنيفات يو إف سي لأفضل المقاتلين في جميع الأوزان.

## النشأة
وُلد ماخاشيف، وهو من عرقية لاك، في محج قلعة ونشأ في قرية بورشي النائية (التي كانت آنذاك جزءًا من داغستان السوفيتية، وهي الآن جزء من جمهورية داغستان الروسية)، حيث تدرب ونافس في قتال السامبو.
في بطولة قتال السامبو للعالم في 2016، فاز بالميدالية الذهبية، وفي النزال النهائية فاز بنتيجة 7–0 على البلغاري فالنتين بينيشيف.
ولد ماخاشيف، وهو من عرقية لاك، في محج قلعة ونشأ في قرية بورشي النائية (التي كانت آنذاك جزءًا من جمهورية داغستان الاشتراكية، الاتحاد السوفيتي، وهي الآن جزء من جمهورية داغستان، روسيا). كان والد ماخاشيف يزرع الطماطم ويعمل سائقًا؛ وكانت والدته ربة منزل وتدير مقهى صغيرًا. لديه شقيق أكبر اسمه قربان إسماعيل.
بدءًا من سن السابعة، بدأ ممارسة التايكوندو تحت إشراف البطل المُقَّلد سيفولا ماغوميدوف. تحول ماخاشيف إلى الساندا أثناء حضوره المدرسة مع أبو بكر نورمحمدوف، حيث التقى أيضًا بحبيب نورمحمدوف وشامل زافوروف وعائلتهما. ومع ذلك، تخلى عن الرياضات القتالية ولعب كرة القدم لمدة عامين بعد انتقال عائلته إلى مدينة أخرى.
انخرط ماخاشيف في قتالات شوارع مستمرة عندما كان طفلاً بسبب ثقافة المنطقة، حيث من الشائع أن يختار الكبار (مثل مدربه ماغوميدوف) الأولاد لمواجهة بعضهم البعض أو أن يواجه الأولاد بعضهم البعض. تدرب على المصارعة الحرة لمدة عام لكنه تحول إلى فنون القتال المختلطة تحت قيادة عبد المناف نورمحمدوف بعد أن علم أن حبيب كان محترفًا بالفعل. كان ماخاشيف من مشجعي يو إف سي منذ الطفولة؛ وكان مقاتلوه المفضلين هما تانك أبوت وكين شامروك. أثناء التدريب، التحق بجامعة ولاية داغستان لدراسة التربية البدنية والرياضة. من أجل إعالة نفسه، عمل ماخاشيف كحارس أمن. سمح له رئيسه بالتدريب أثناء ساعات العمل ودفع راتبه بينما كان ماخاشيف بعيدًا للمسابقات ومعسكرات التدريب.
في فبراير 2014، فاز ماخاشيف بفئة -74 كغ في بطولة روسيا الوطنية لقتال السامبو، وتأهل لبطولة العالم في اليابان. لم يتمكن من المنافسة في بطولة العالم 2014 بسبب اكتشاف حالة قلبية تتطلب العلاج. فاز ماخاشيف بفئة -74 كغ مرة أخرى في البطولة الوطنية 2016، وتأهل لبطولة العالم. ثم فاز بالميدالية الذهبية في بطولة العالم لقتال السامبو 2016. في النهائيات، تغلب ماخاشيف على فالنتين بينيشيف من بلغاريا (7-0).

## المسيرة في فنون القتال المختلطة

### إم-1 غلوبل
قام ماخاشيف بأول ظهور له في إم-1 غلوبل ضد تنجيز خوشوا في 12 فبراير 2011 وفاز بالنزال عبر الضربة القاضية في الجولة الأولى.
في نزاله الثانية في الاتحاد، واجه ماخاشيف منصور برناوي، في 9 أبريل 2013 في إم-1 التحدي 38 فاز بالإجماع (30–27، 30–27، 30–27).
واجه ماخاشيف حامل الحزام الأسود في الجيو جيتسو برازيلية راندر جونيو في 21 أغسطس 2013 في إم-1 التحدي 41. وفاز بقرار القضاة بالإجماع.
واجه ماخاشيف يوري ايفليف في 7 يونيو 2014 في إم-1 التحدي 49. سيطر إسلام على النزال، وانهى النزال عن طريق الإخضاع.
في 7 سبتمبر 2014، في نزاله الأخير في إم-1 غلوبل قبل التوقيع مع بطولة القتال النهائي، هزم ماخاشيف إيفيكا تروشيك عبر الإخضاع في الجولة الثالثة.

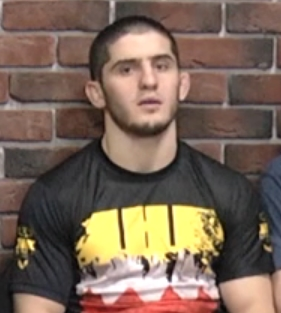
ماخاشيف في 2016

### يو إف سي
في 2 أكتوبر 2014، وقع ماخاشيف عقدًا لأربع نزالات مع يو إف سي.
أخضع ماخاشيف ليو كونتز في الجولة الثانية في 23 مايو 2015، في يو إف سي 187.
خسر ماخاشيف بالضربة القاضية الفنية في الجولة الأولى أمام أدريانو مارتينز في يو إف سي 192 في 3 أكتوبر 2015.
كان من المتوقع أن يواجه ماخاشيف درو دوبر في 16 أبريل 2016، في يو إف سي على فوكس 19. بعد الوزن الإضافي، أعلنت اليو إف سي أن ماخاشيف قد فشل في فحص الأدوية خارج المنافسة، وكان الاختبار إيجابيًا للميلدونيوم المضاد للإقفار المحظور. تم إلغاء النزال. رفعت يوسادا إيقاف ماخاشيف بعد جلسة استماع في 2 يوليو 2016.
عاد ماخاشيف لمواجهة كريس وايد في 17 سبتمبر 2016 فييو إف سي ليلة القتال 94. وفاز بالنزال بقرار القضاة بالإجماع.
واجه ماخاشيف نيك لينتز في 11 فبراير 2017، في يو إف سي 208. فاز بالنزال بقرار القضاة بالإجماع (30-27، 30-25، 30-25).
كان من المتوقع أن يواجه ماخاشيف ميشال برازيريس في 2 سبتمبر 2017 في يو إف سي ليلة القتال 115. ولكن انسحب ماخاشيف من النزال في بداية أغسطس بسبب الحج، وتم استبداله بمادس بورنيل.
واجه ماخاشيف جليسون تيباو في 20 يناير 2018 في يو إف سي 220. وفاز بالضربة القاضية في أول 57 ثانية في الجولة الأولى.
واجه ماخاشيف كاجان جونسون في 28 يوليو 2018 في يو إف سي على فوكس 30. قام ماخاشيف بإخضاع جونسون في الجولة الأولى.
كان من المتوقع أن يواجه ماخاشيف فرانسيسكو ترينالدو في 26 يناير 2019 في يو إف سي 233. ولكن تم الإبلاغ في 11 نوفمبر 2018 تم سحب ماخاشيف من الحدث لسبب غير معلوم وتم استبداله بألكسندر هيرنانديز.
واجه ماخاشيف أرمان تساروكيان في 20 أبريل 2019 في يو إف سي على إي إس بي أن+ 7. وفاز بالنزال بقرار القضاة بالإجماع. أكسبه هذا الفوز مكافأة قتال الليلة.
واجه ماخاشيف ديفي راموس في 7 سبتمبر 2019 في يو إف سي 242. وفاز بالنزال بقرار القضاة بالإجماع.
كان من المقرر أن يواجه ماخاشيف ألكسندر هيرنانديز في 18 أبريل 2020 في يو إف سي 249. ومع ذلك، تمت إزالة ماخاشيف من البطاقة بسبب قيود السفر المتعلقة بوباء جائحة فيروس كورونا وتم استبداله بعمر موراليس.
كان من المتوقع أن يواجه ماخاشيف رافاييل دوس أنغوس في 24 أكتوبر 2020 في يو إف سي 254. ولكن في 8 أكتوبر 2020، تم الإبلاغ عن إصابة بمرض فيروس كورونا وتم استبعاده من النزال. تمت إعادة جدولة النزال في 14 نوفمبر 2020 في يو إف سي ليلة القتال: فيلدر ضد دوس أنجوس. ولكن في 8 نوفمبر، أفيد أن ماخاشيف أُجبر على الانسحاب من النزال بسبب عدوى المكورات العنقودية.
واجه ماخاشيف درو دوبر في 6 مارس 2021 في يو إف سي 259. وفاز بالنزال من خلال خنق المثلث الذراع في الجولة الثالثة.
واجه ماخاشيف تياغو مويسيس في 17 يوليو 2021 في يو إف سي على إي إس بي إن 26. فاز في النزال بخنق خلفي عاري في الجولة الرابعة.
تمت إعادة جدولة نزال مع بطل يو إف سي للوزن الخفيف السابق رافاييل دوس أنجوس وكان من المتوقع أن تجري في 30 أكتوبر 2021 في يو إف سي 267. ومع ذلك، أُجبر دوس أنجوس على الانسحاب من الحدث بسبب الإصابة، وتم استبداله بدان هوكر. فاز بالنزال في الجولة الأولى عبر فاز بالنزال في الجولة الأولى عبر إخضاع كيمورا.
كان من المقرر أن يواجه ماخاشيف بينيل داريوش في 26 فبراير 2022 في يو إف سي ليلة القتال 202. ومع ذلك، في 12 فبراير 2022، تم الإعلان عن انسحاب داريوش من الحدث بسبب إصابة في الكاحل وتم استبداله ببوبي غرين. فاز ماخاشيف بالنزال عن طريق الضربة الفنية القاضية في الجولة الأولى. وفاز بالنزال عبر خنق مثلث الذراع في الجولة الثانية.

### بطل يو إف سي للوزن الخفيف

#### أوليفيرا ضد ماخاشيف
واجه ماخاشيف تشارلز أوليفيرا على لقب بطولة يو إف سي للوزن الخفيف الشاغر في يو إف سي 280 في 22 أكتوبر 2022. فاز ماخاشيف بالنزال واللقب في الجولة الثانية عن طريق خنق مثلث الذراع بعد أن أسقط أوليفيرا بلكمة. وبهذا الفوز، حصل على مكافأة أداء الليلة.
في نوفمبر 2022، حصل ماخاشيف على وسام الاستحقاق لجمهورية داغستان لإنجازاته في فنون الدفاع عن النفس.

#### ماخاشيف ضد فولكانوفسكي
دافع ماخاشيف عن لقبه ضد بطل وزن الريشة ألكسندر فولكانوفسكي في 12 فبراير 2023 في يو إف سي 284. فاز ماخاشيف بالنزال بقرار القضاة بالإجماع. هذا النزال أكسبه مكافأة قتال الليلة. بعد فوزه، حصل كل من ماخاشيف ومدربه مسلم أميرارسلانوف على وسام سالي سليمان، أعلى جائزة تمنحها وزارة الرياضة في داغستان، والتي سميت على اسم مصارع مشهور.

#### ماخاشيف ضد فولكانوفسكي 2
كان من المقرر أن يدافع ماخاشيف عن لقبه للمرة الثانية في نزال العودة ضد تشارلز أوليفيرا في 21 أكتوبر 2023، في يو إف سي 294. ومع ذلك، أُجبر أوليفيرا على الانسحاب من الحدث بسبب الإصابة وحل محله ألكسندر فولكانوفسكي. فاز بالنزال عن طريق الضربة القاضية في الجولة الأولى. أكسبه هذه النزال مكافأة أداء الليلة.

#### ماخاشيف ضد بورييه
واجه ماخاشيف بطل الوزن الخفيف المؤقت السابق داستن بورييه في يو إف سي 302 في 1 يونيو 2024. وفاز بإخضاع خنق برابو في الجولة الخامسة. أكسبه هذه النزال مكافأتي أداء الليلة وقتال الليلة بإجمالي 100،000 دولار.

#### ماخاشيف ضد مويكانو
خاض ماخاشيف دفاعه التالي عن لقبه ضد ريناتو مويكانو في 18 يناير 2025 في حدث يو إف سي 311. كان من المقرر في الأصل أن يدافع ماخاشيف عن اللقب في نزال الإعادة ضد أرمان تساروكيان، ولكن قبل يوم واحد من الحدث، أجبرته إصابة في الظهر تعرض لها تساروكيان على الانسحاب من النزال؛ كان من المقرر في الأصل أن يواجه مويكانو بينيل داريوش في الحدث. فاز في ماخاشيف بالقتال عن طريق إخضاع خنق برابو في الجولة الأولى.

#### الانتقال لوزن الوسط
في 14 مايو 2025، أُعلن أنه في يو إف سي 317 سيكون الحدث الرئيسي على لقب بطولة يو إف سي للوزن الخفيف، حيث سيصعد ماخاشيف بالزون لتحدي بطل يو إف سي لوزن الوسط الحالي جاك ديلا مادالينا في تاريخ وحدث سيتم تحديدهما لاحقًا.

## البطولات والإنجازات
- جمهورية داغستان
  - وسام «الاستحقاق لجمهورية داغستان»[78]
  - وسام سالي سليمان من وزارة اللياقة البدنية والرياضة بجمهورية داغستان.[82][83]

### فنون القتال المختلطة
يو إف سي
- بطولة يو إف سي للوزن الخفيف (مرة واحدة، الحالي)
  - 4 دفاعات ناجحة عن اللقب[80]
    - أكثر من فاز بنزالات اللقب في الوزن الخفيف (5)[96]
    - أكثر من دافع عن لقب الوزن الخفيف بشكل متتالي (4)[97]
    - أكثر من دافع عن لقب الوزن الخفيف (4)[97]
- قتال الليلة (3 مرات) ضد أرمان تساروكيان وألكسندر فولكانوفسكي 1، داستن بورييه[53][81][90]
  - نزال العام 2023 من تكريمات يو إف سي ضد ألكسندر فولكانوفسكي 1[98]
  - نزال العام 2023 من موقع يو إف سي الرسمي ضد ألكسندر فولكانوفسكي 1[99]
- أداء الليلة (3 مرات) ضد تشارلز أوليفيرا وألكسندر فولكانوفسكي 2، داستن بورييه[77][87][90]
  - أفضل إخضاع في العام 2022 من تكريمات يو إف سي ضد تشارلز أوليفيرا[100]

- ثاني أطول سلسلة انتصارات في تاريخ يو إف سي (15)[101]
  - أطول سلسلة انتصارات في تاريخ فئة الوزن الخفيف في يو إف سي (14)[96]

- رابع أقل مقاتل تلقيًا للضربات المؤثرة في الدقيقة في تاريخ فئة الوزن الخفيف في يو إف سي (1.53)[96]
- أعلى دقة ضربات في تاريخ فئة الوزن الخفيف في يو إف سي (59.5%)[96]
- ثاني أعلى نسبة دفاع في تاريخ فئة الوزن الخفيف في يو إف سي (90.9%)[96]
- ثاني أعلى نسبة فوز في تاريخ يو إف سي (94.1% - 16 فوز / خسارة واحدة)
- ثالث أكثر عدد من الإخضاعات في تاريخ فئة الوزن الخفيف في يو إف سي (7)[96]
- ثاني أعلى نسبة دفاع عن الإسقاطات في تاريخ فئة الوزن الخفيف في يو إف سي (90.9%)[96]
- رابع أعلى وقت في تاريخ فئة الوزن الخفيف في يو إف سي (1:08:42)[96]
- المصنف الأول في تصنيف الرجال في جميع الأون في يو إف سي لأعوام 2023 و2024 و2025
- مقاتل العام 2023[102]

برو إف سي
- كأس برو إف سي الاتحاد الوطني

إم إم إيه جونكي
- أفضل إخضاع في شهر مارس 2021 ضد درو دوبر[103]
- أفضل إخضاع في شهر أكتوبر 2021 ضد دان هوكر[104]
- أفضل إخضاع في شهر أكتوبر 2022 ضد تشارلز أوليفيرا[105]
- أفضل إخضاع في عام 2022 ضد تشارلز أوليفيرا[106]

### السامبو
- الاتحاد الدولي لهواة السامبو (الاتحاد الدولي للسامبو)
  - الحائز على الميدالية الذهبية في بطولة العالم لفنون قتال السامبو 2016
- اتحاد قتال السامبو لروسيا
  - الحائز على الميدالية الذهبية الوطنية الروسية (2014، 2016 في وزن -74 كغ)[22][23]

### التصارع
- اتحاد المصارعة الروسي يو دبليو دبليو
  - الحائز على الميدالية الذهبية من منطقة شمال القوقاز الفيدرالية

## سجل فنون القتال المختلطة
| السجل المهني |        |         |
| 28 نزال      | 27 فوز | 1 خسارة |
| ضربة قاضية   | 5      | 1       |
| إخضاع        | 13     | 0       |
| قرار القضاة  | 9      | 0       |

| النتيجة | السجل | الخصم               | الطريقة                        | الحدث                                       | التاريخ        | الجولة | الوقت | المكان                                  | الملاحظات |
| ------- | ----- | ------------------- | ------------------------------ | ------------------------------------------- | -------------- | ------ | ----- | --------------------------------------- | --- |
| فاز     | 27–1  | ريناتو مويكانو      | إخضاع (خنق برابو)              | يو إف سي 311                                | 18 يناير 2025  | 1      | 4:05  | إنغليووود، كاليفورنيا، الولايات المتحدة | دافع عن بطولة يو إف سي للوزن الخفيف. حطم الرقم القياسي لأكبر عدد متتالي من الدفاعات عن لقب بطولة يو إف سي للوزن الخفيف (4). |
| فاز     | 26–1  | داستن بورييه        | إخضاع (خنق برابو)              | يو إف سي 302                                | 1 يونيو 2024   | 5      | 2:42  | نيوآرك، نيو جيرسي، الولايات المتحدة     | دافع عن بطولة يو إف سي للوزن الخفيف. أداء الليلة. قتال الليلة.                                                              |
| فاز     | 25–1  | ألكسندر فولكانوفسكي | ضربة قاضية (ركلة للرأس ولكمات) | يو إف سي 294                                | 21 أكتوبر 2023 | 1      | 3:06  | أبو ظبي، الإمارات العربية المتحدة       | دافع عن لقب بطولة يو إف سي للوزن الخفيف. أداء الليلة.                                                                       |
| فاز     | 24–1  | ألكسندر فولكانوفسكي | قرار القضاة (بالإجماع)         | يو إف سي 284                                | 12 فبراير 2023 | 5      | 5:00  | برث، أستراليا                           | دافع عن لقب بطولة يو إف سي للوزن الخفيف. قتال الليلة.                                                                       |
| فاز     | 23–1  | تشارلز أوليفيرا     | إخضاع (خنق مثلث الذراع)        | يو إف سي 280                                | 22 أكتوبر 2022 | 2      | 3:16  | أبو ظبي، الإمارات العربية المتحدة       | فاز بلقب بطولة يو إف سي للوزن الخفيف. أداء الليلة.                                                                          |
| فاز     | 22–1  | بوبي غرين           | ضربة فنية قاضية (باللكمات)     | يو إف سي ليلة القتال: ماخاشيف ضد غرين       | 26 فبراير 2022 | 1      | 3:23  | لاس فيغاس، الولايات المتحدة             | نزال في وزن غير مُحدد (165 رطل).                                                                                             |
| فاز     | 21–1  | دان هوكر            | إخضاع (كيمورا)                 | يو إف سي 267                                | 30 أكتوبر 2021 | 1      | 2:25  | أبو ظبي، الإمارات العربية المتحدة       | |
| فاز     | 20–1  | تياغو مويسيس        | إخضاع (خنق خلفي عاري)          | يو إف سي على إي إس بي إن: ماخاشيف ضد مويسيس | 17 يوليو 2021  | 4      | 2:38  | لاس فيغاس، الولايات المتحدة             | |
| فاز     | 19–1  | درو دوبر            | إخضاع (خنق مثلث الذراع)        | يو إف سي 259                                | 6 مارس 2021    | 3      | 1:37  | لاس فيغاس، نيفادا، الولايات المتحدة     | |
| فاز     | 18–1  | دافي راموس          | قرار القضاة (بالإجماع)         | يو إف سي 242                                | 7 سبتمبر 2019  | 3      | 5:00  | أبو ظبي، الإمارات العربية المتحدة       | |
| فاز     | 17–1  | أرمان تساروكيان     | قرار القضاة (بالإجماع)         | يو إف سي ليلة القتال: أوفيريم ضد أولينيك    | 20 أبريل 2019  | 3      | 5:00  | سانت بطرسبرغ، روسيا                     | قتال الليلة. |
| فاز     | 16–1  | كاجان جونسون        | إخضاع (بالذراع)                | يو إف سي على فوكس: ألفاريز ضد بورييه 2      | 28 يوليو 2018  | 1      | 4:43  | كالغاري، ألبرتا، كندا                   | |
| فاز     | 15–1  | جليسون تيباو        | ضربة قاضية (باللكمات)          | يو إف سي 220                                | 20 يناير 2018  | 1      | 0:57  | بوسطن، ماساتشوستس، الولايات المتحدة     | |
| فاز     | 14–1  | نيك لينتز           | قرار القضاة (بالإجماع)         | يو إف سي 208                                | 11 فبراير 2017 | 3      | 5:00  | بروكلين، نيويورك، الولايات المتحدة      | |
| فاز     | 13–1  | كريس وايد           | قرار القضاة (بالإجماع)         | يو إف سي ليلة القتال: بورييه ضد جونسون      | 17 سبتمبر 2016 | 3      | 5:00  | هيدالغو، تكساس، الولايات المتحدة        | |
| خسر     | 12–1  | أدريانو مارتينز     | ضربة قاضية (لكمة)              | يو إف سي 192                                | 3 أكتوبر 2015  | 1      | 1:46  | هيوستن، تكساس، الولايات المتحدة         | |
| فاز     | 12–0  | ليو كونتز           | إخضاع (خنق خلفي عاري)          | يو إف سي 187                                | 23 مايو 2015   | 2      | 2:38  | لاس فيغاس، نيفادا، الولايات المتحدة     | |
| فاز     | 11–0  | إيفيكا تروشيك       | إخضاع (خنق مثلث مقلوب)         | إم-1 التحدي 51                              | 7 سبتمبر 2014  | 3      | 4:45  | سانت بطرسبرغ، روسيا                     | نزال في وزن غير مُحدد (165 رطل).                                                                                             |
| فاز     | 10–0  | يوري ايفليف         | إخضاع (بالذراع)                | إم-1 التحدي 49                              | 7 يونيو 2014   | 1      | 1:49  | إنغوشيا، روسيا                          | |
| فاز     | 9–0   | راندر جونيو         | قرار القضاة (بالإجماع)         | إم-1 التحدي 41                              | 21 أغسطس 2013  | 3      | 5:00  | سانت بطرسبرغ، روسيا                     | |
| فاز     | 8–0   | منصور برناوي        | قرار القضاة (بالإجماع)         | إم-1 التحدي 38                              | 9 أبريل 2013   | 3      | 5:00  | سانت بطرسبرغ، روسيا                     | |
| فاز     | 7–0   | أناتولي كورميلكين   | إخضاع (بالذراع)                | معارك الأسد 2                               | 2 سبتمبر 2012  | 1      | 3:17  | سانت بطرسبرغ، روسيا                     | |
| فاز     | 6–0   | ميجل جريجوريان      | إخضاع (خنق خلفي عاري)          | بطولة القتال السيبيري 1                     | 15 ديسمبر 2011 | 1      | 4:25  | تومسك، روسيا                            | |
| فاز     | 5–0   | فلاديمير إيغويان    | قرار القضاة (بالانقسام)        | برو إف سي: نهائي كأس الاتحاد                | 2 يوليو 2011   | 2      | 5:00  | روستوف على نهر الدون، روسيا             | |
| فاز     | 4–0   | ماغوميد ابراجيموف   | إخضاع (خنق المثلث)             | بطولة تسومادا القتالية 5                    | 1 يوليو 2011   | 2      | 3:15  | تسومادينسكي، روسيا                      | |
| فاز     | 3–0   | مارتيروس غريغوريان  | ضربة فنية قاضية (باللكمات)     | برو أف سي: كأس الاتحاد 15                   | 6 مايو 2011    | 1      | 2:52  | سيمفروبول، روسيا                        | |
| فاز     | 2–0   | تنجيز خوشوا         | ضربة قاضية (باللكمات)          | إم-1 اختيار أوكرانيا 2010: النهائيات        | 12 فبراير 2011 | 2      | 0:30  | كييف، أوكرانيا                          | |
| فاز     | 1–0   | ماغوميد بيكبولاتوف  | قرار القضاة (بالإجماع)         | بطولة تسومادا القتالية 4                    | 1 أغسطس 2010   | 2      | 5:00  | تسومادينسكي، روسيا                      | الظهور الأول في الوزن الخفيف.                                                                                               |

المصدر:

## نزالات الدفع مقابل المشاهدة
| #  | الحدث        | النزال                   | التاريخ        | المكان       | المدينة                                 | المبلغ      |
| -- | ------------ | ------------------------ | -------------- | ------------ | --------------------------------------- | ----------- |
| 1. | يو إف سي 280 | أوليفيرا ضد ماخاشيف      | 22 أكتوبر 2022 | اتحاد أرينا  | أبو ظبي، الامارات العربية المتحدة       | لم يُكشف عنه |
| 2. | يو إف سي 284 | ماخاشيف ضد فولكانوفسكي   | 12 فبراير 2023 | برث أرينا    | برث، أستراليا                           | لم يُكشف عنه |
| 3. | يو إف سي 294 | ماخاشيف ضد فولكانوفسكي 2 | 21 أكتوبر 2023 | اتحاد أرينا  | أبو ظبي، الامارات العربية المتحدة       | لم يُكشف عنه |
| 4. | يو إف سي 302 | ماخاشيف ضد بورييه        | 1 يونيو 2024   | مركز الحصافة | نيوآرك، نيو جيرسي، الولايات المتحدة     | لم يُكشف عنه |
| 5. | يو إف سي 311 | ماخاشيف ضد مويكانو       | 18 يناير 2025  | إنتويت دوم   | إنغليووود، كاليفورنيا، الولايات المتحدة | لم يُكشف عنه |

## وصلات خارجية
- إسلام ماخاشيف على موقع يو إف سي (الإنجليزية)
- إسلام ماخاشيف على موقع شيردوغ (الإنجليزية)
- إسلام ماخاشيف على موقع Tapology.com (الإنجليزية)
- إسلام ماخاشيف على موقع فايت ماتريكس (الإنجليزية)
- إسلام ماخاشيف على موقع IMDb (الإنجليزية)